# 境界悪性腫瘍
境界悪性腫瘍（きょうかいあくせいしゅよう）は、腫瘍細胞の集団からの離脱や上皮細胞の重層化、豊富な核分裂像や核異型の増加といった、悪性腫瘍と共通の病理形態学的な所見を呈しているものの、間質への浸潤という、悪性腫瘍を悪性腫瘍たらしめる重要な所見を持たない病変のことをいう。
良性腫瘍と悪性腫瘍の中間に位置する病変と考えられている。あくまで病理形態学における話なので、その切片で間質の浸潤がみられなかったからといって、悪性腫瘍ではないとは言えない。なぜなら、別の切片では間質への浸潤をしている可能性があるからである。
境界悪性腫瘍という概念が確立しているのは、卵巣癌など一部の腫瘍のみである。卵巣癌では、境界悪性しか示さない病型が存在する。
ほぼ同様の意味として使われる語として低悪性度腫瘍などがある。カルチノイド腫瘍などがこれらに含まれている。この辺りの用語に関しては研究者ごとに見解が異なり、コンセンサスが得られていない。